# OnlySee
OnlySee är debutalbumet av den australiska artisten Sia Furler. Det släpptes den 23 december 1997 på Flavoured Records, efter att Furler hade lämnat det Adelaide-baserade acid jazz-bandet Crisp.

## Låtlista
1. "Don't Get Me Started" (Jesse Flavell) – 5:33
2. "I Don't Want to Want You" (Jesse Flavell / Sia Furler)  – 5:02
3. "Onlysee" (Jesse Flavell) – 4:14
4. "Stories" (Jesse Flavell / Sia Furler) – 4:40
5. "Madlove" (Sia Furler) – 1:13
6. "A Situation" (Jesse Flavell) – 4:21
7. "Shadow" (Jesse Flavell) – 3:47
8. "Asrep Onosim" (Jesse Flavell / Sia Furler)  – 6:01
9. "Take It to Heart" (Jesse Flavell) – 4:37
10. "Beautiful Reality" (Jesse Flavell) – 4:31
11. "Soon" (Jesse Flavell / Sia Furler) – 2:39
12. "One More Shot" (Jesse Flavell) – 3:36
13. "Tripoutro" (Sia Furler) – 2:01